# Stam1na
Stam1na es un grupo de heavy metal procedente de Finlandia. Se puede encuadrar el género de su música dentro del thrash metal con algunos toques de progressive. Cantan en suomi.

## Historia

### Formación
La banda empezó originalmente en 1996, con sólo tres miembros y no fue hasta después de varias demos grabadas que fueron contratados por Sakara Records (en 2004), una discográfica independiente fundada y encabezada por la banda compañera del Carelia del Sur, Mokoma. El trío fundacional de Stam1na (Antti «Hyrde» Hyyrynen a las voces y guitarra , Pekka «Pexi» Olkkonen a la guitarra y Teppo «Kake» Velin a la batería) todavía permanece en el grupo desde su fundación. La formación fue finalmente completada con la entrada del bajista Kai-Pekka «Kaikka» Kangasmäki en 2005.
Lanzaron su primer disco, con nombre homónimo, el 2 de marzo de 2005.

## Miembros
- Antti «Hyrde» Hyyrynen: Voces, Guitarra
- Pekka «Pexi» Olkkonen: Guitarra
- Teppo «Kake» Velin: Batería
- Kai-Pekka «Kaikka» Kangasmäki: Bajista
- Emil «Hippi» Lähteenmäki: Teclado electrónico

## Discografía

### Álbumes
- 2005 - Stam1na
- 2006 - Uudet kymmenen käskyä
- 2008 - Raja
- 2010 - Viimeinen Atlantis
- 2012 - Nocebo
- 2014 - SLK
- 2016 - Elokuutio
- 2018 - Taival
- 2021 - Novus Ordo Mundi
- 2023 - X

### Sencillos
- 2005 - Kadonneet kolme sanaa
- 2005 - Paha arkkitehti
- 2006 - Edessäni
- 2006 - Likainen parketti
- 2012 - Valtiaan uudet vaateet
- 2012 - Puolikas ihminen
- 2014 - Panzerfaust
- 2014 - Dynamo
- 2014 - Vapaa on sana
- 2016 - Kuudet raamit
- 2016 - Verisateenkaari
- 2018 - Elämänlanka
- 2018 - Enkelinmurskain
- 2018 - Gaian lapsi

### Demo
- 1997 - Brainrape
- 1998 - Moulted Image
- 1999 - Passion Sessions
- 2001 - Vihaa
- 2002 - Promo 2002
- 2003 - Väkivaltakunta
- 2004 - Arkkitehti
- 2004 - Liha

### DVD
- 2007 - Sakara Tour 2006
- 2009 - K13V